# 北戈阿拉
北戈阿拉（Uttar Goara），是印度西孟加拉邦Barddhaman县的一个城镇。总人口6972（2001年）。

## 人口
该地2001年总人口6972人，其中男性3588人，女性3384人；0—6岁人口830人，其中男433人，女397人；识字率63.38%，其中男性为71.18%，女性为55.11%。